# Salvia greggii
Salvia greggii är en kransblommig växtart som beskrevs av Asa Gray. Salvia greggii ingår i släktet salvior, och familjen kransblommiga växter. Inga underarter finns listade i Catalogue of Life.

## Bildgalleri

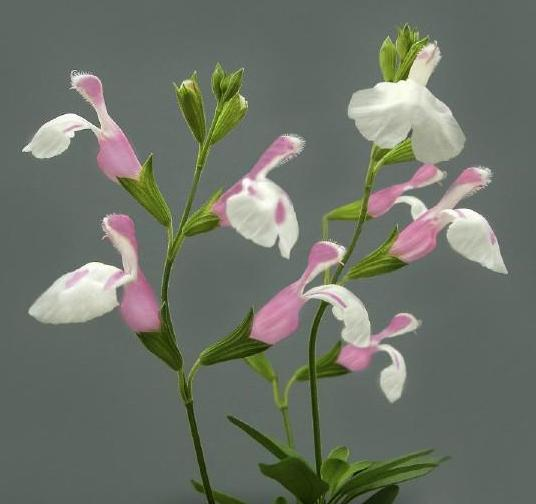
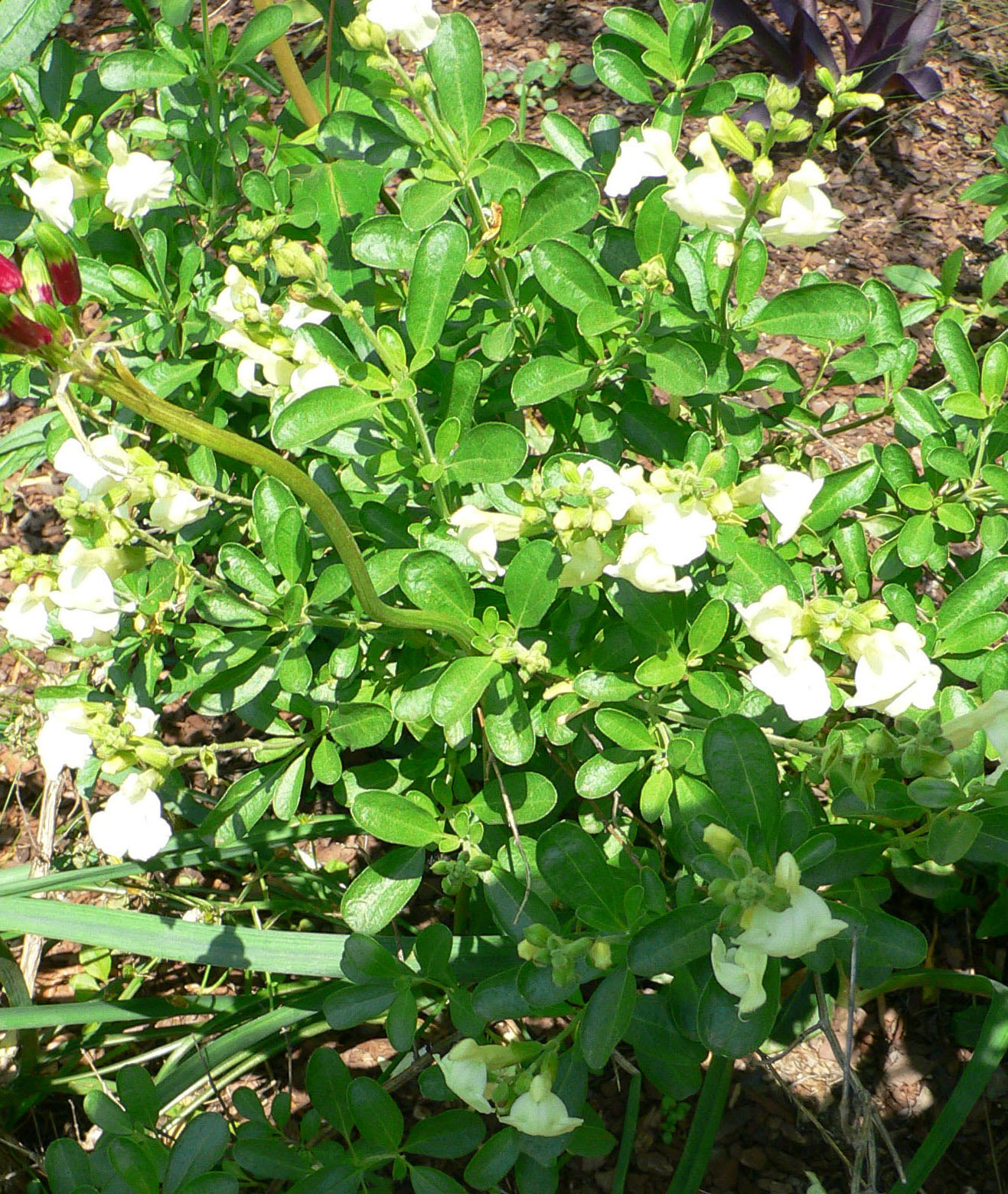
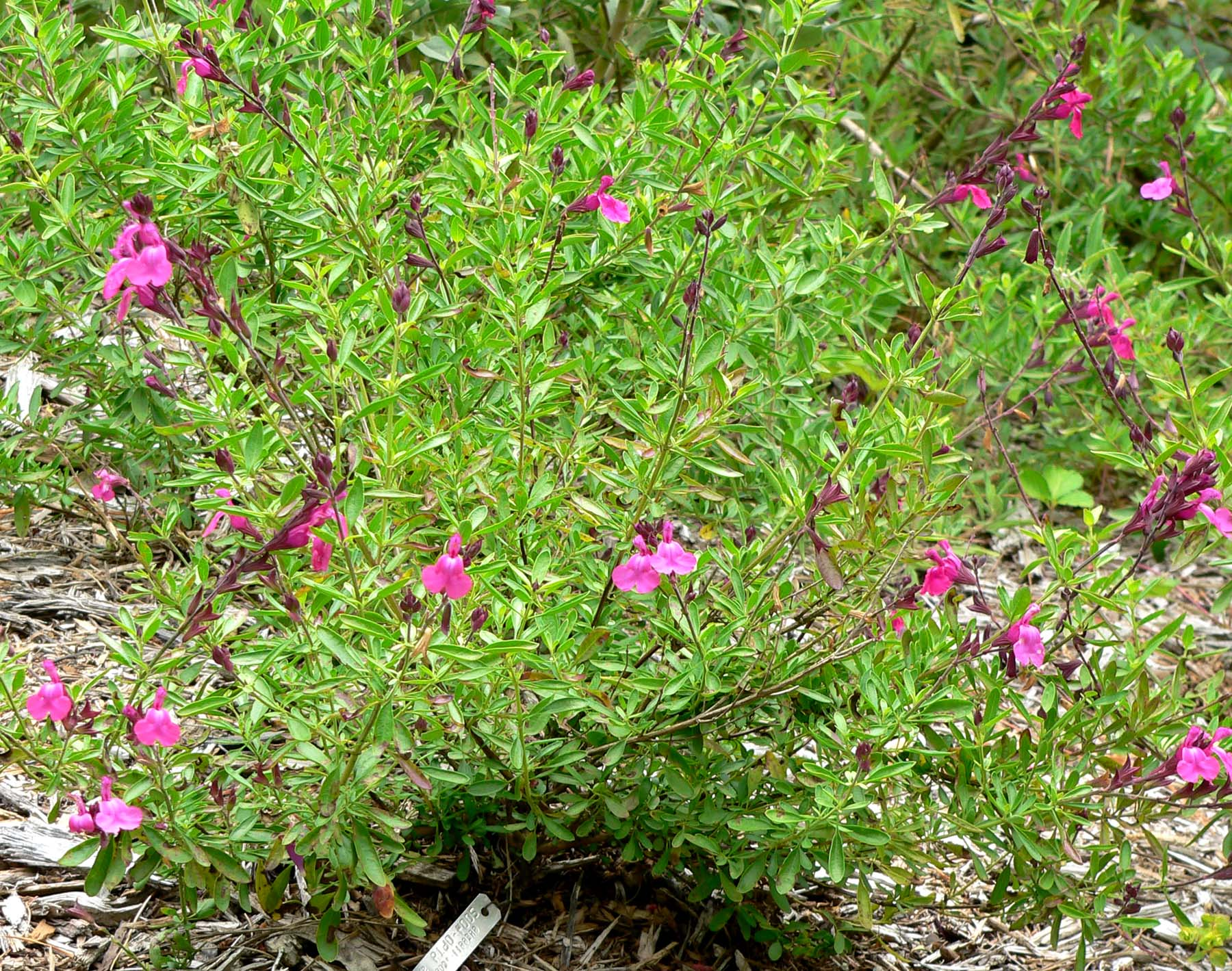
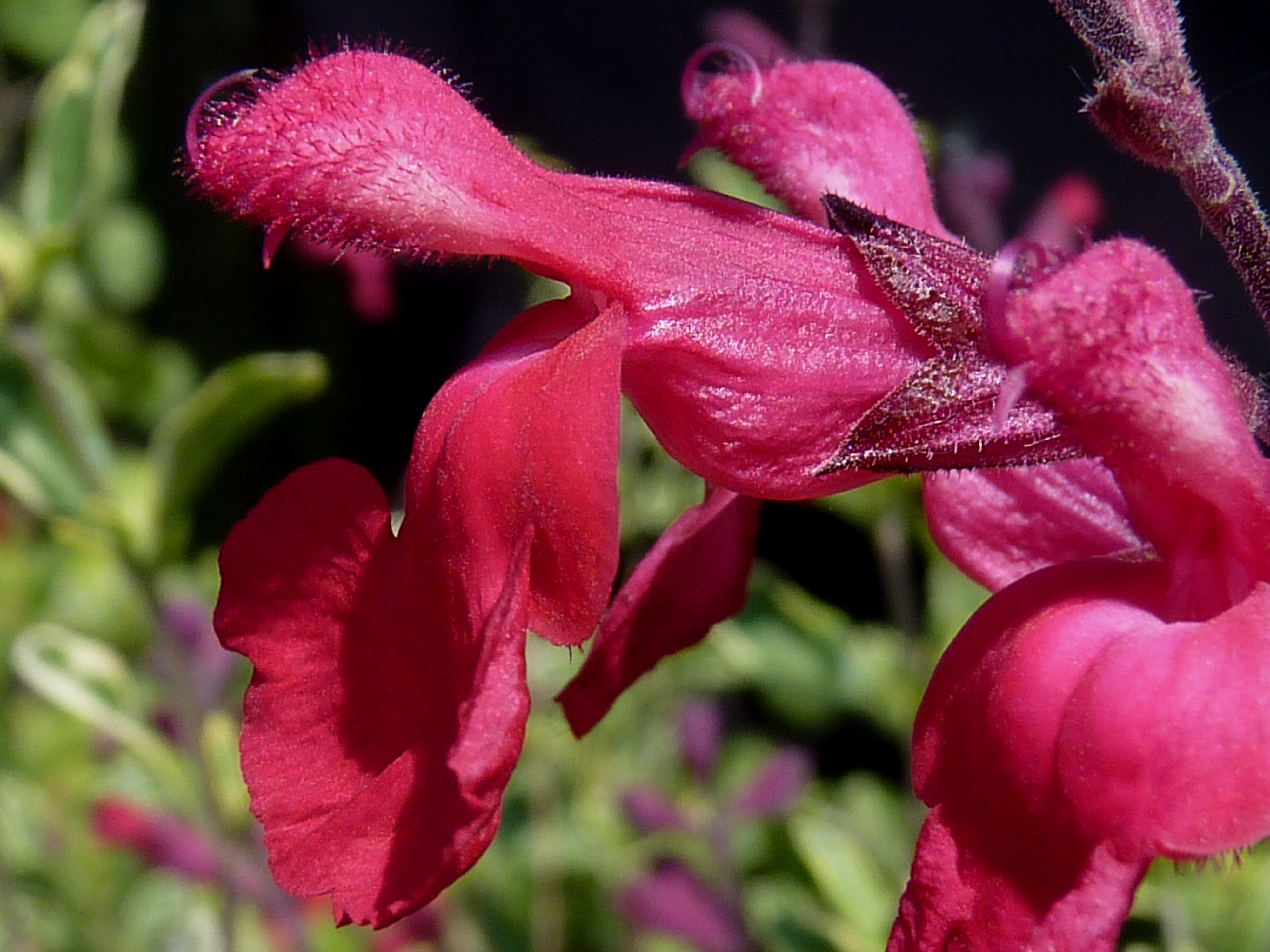
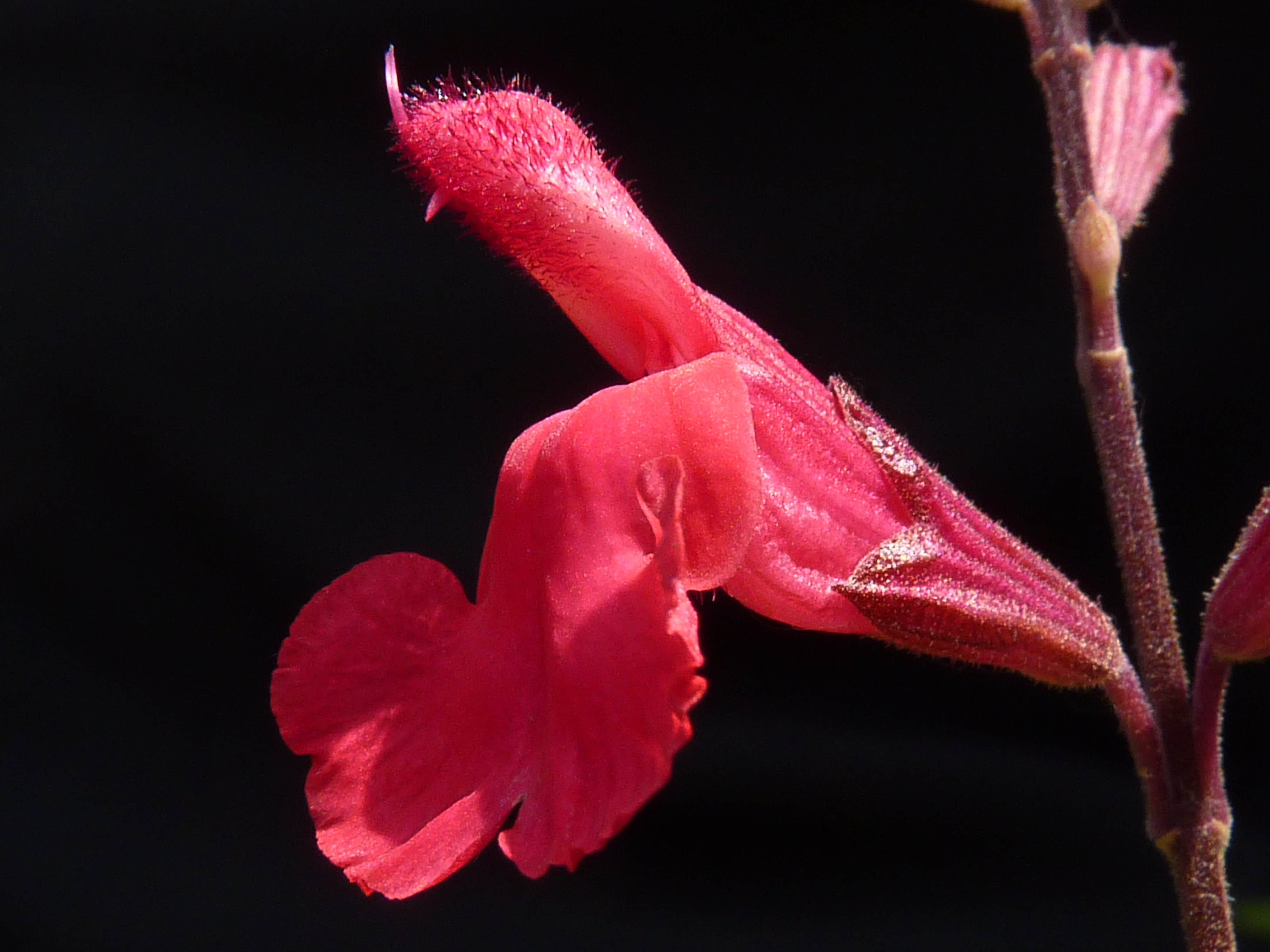
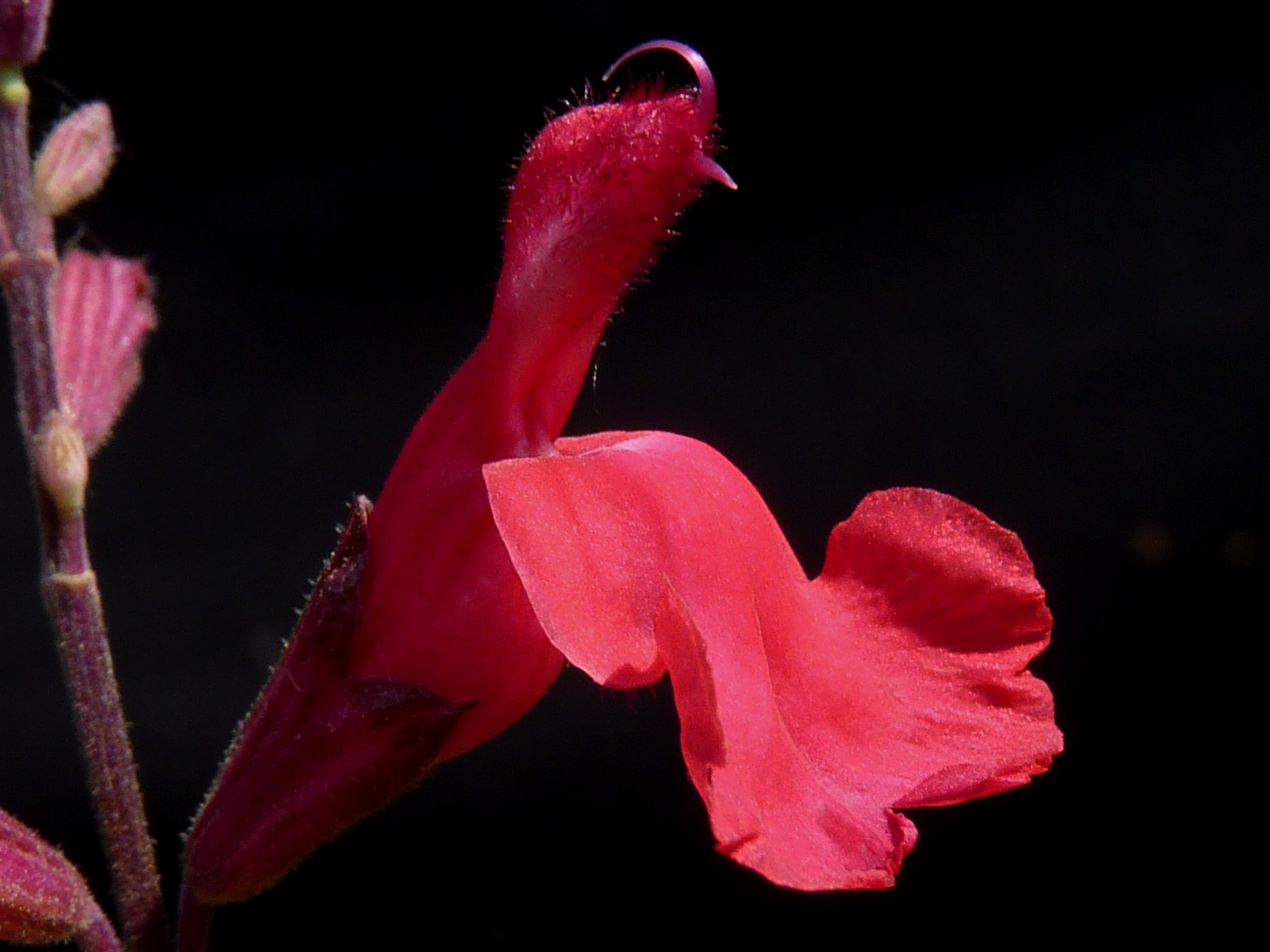